# 女猎手 (漫画)
女猎手（英語：Huntress）是美国DC漫画出版的漫画书中出现的几个角色用过的称號，通常与蝙蝠俠故事有关。担任过女猎手中最有名的两个人是海伦娜·柏内利和海伦娜·韦恩，后者来自另一个平行宇宙。虽然现在使用这个名号的海伦娜·韦恩和海伦娜·柏内利都是超级英雄，但在黄金时代使用女猎手名字的是一个超级反派。

## 人物

### 宝拉·布鲁克斯 Paula Brooks
漫画黄金时代的女猎手是名为宝拉·布鲁克斯的超级罪犯，她第一次出现在《动感漫画》第68期中与超级英雄野猫发生了冲突。她加入了不义协会并偷了普利茅斯岩。她嫁给了同样是超级罪犯的运动大师。女兒是柴郡猫及阿提米絲·克羅克。
这个角色后来在《少年全明星》中重写设定改名为母老虎。这些故事发生在她的犯罪生涯之前。在这个故事中，年轻的宝拉·布鲁克斯是一个超级女英雄，作为一个少年全明星的成员与纳粹和其他罪犯战鬥。

### 海伦娜·韦恩 Helena Wayne

海伦娜·韦恩作为女猎手出场在《女猎手》第3辑第4期中（2012年3月）由Marcus To创作

在1960年代的青铜时代初DC建立了另一个宇宙 — 地球2，并将此设定为黄金时代故事发生的世界。此时的女猎人是平行宇宙的地球2上蝙蝠侠和猫女的女儿海伦娜·韦恩。地球2也是DC黄金时代版本的各角色所在地。
这个角色由保罗·莱维茨，乔·斯塔顿，鲍勃·莱顿共同创作完成。她第一次出场在1977年12月两本同天发售的刊物《全明星漫画》第69期和《DC超级巨星》第17期中，故事中也讲述她的起源。她出现在《蝙蝠家族》第17至20期中，当时这本漫画正在被纳入到到一美元漫画系列中。她的个人故事的大部分在《神力女超人》第271期（1980年9月）之后的副刊中出现。
海伦娜被她的父母训练成为一个出色的运动员。完成学业后，她加入了克兰斯顿和格雷森律师事务所，其中一位合伙人是迪克·格雷森，即这个世界的罗宾。
赛琳娜·凯尔被昔日的手下“心腹”勒索，让她再次以猫女的身份为他工作，那家伙拿出一张照片，照片上赛琳娜杀死了一名警察。为了自己的家庭，赛琳娜同意出山，似乎一切都很顺利，只不过最后遇到了蝙蝠侠，昔日手下的一颗子弹结束了猫女的一生，而蝙蝠侠也因此退休。 海伦娜决定自己亲手将罪犯绳之以法，她为自己创造了一套服装，使用父母曾经的装备（包括她标志性的武器 ─ 十字弓），一番调查分析后，终于找到了害死母亲的那个心腹，并发现了那张照片是那家伙伪造的。在完成这一行动后，海伦娜决定继续打击犯罪，并自称为“女猎手”。
在《全明星漫画》第72期中，海伦娜正式加入了美国正义会社，她在其中與超能女孩建立起了一段长久的友谊。作为会社成员，她参加过几次JLA/JSA的合作故事，其中大多数发生在地球1。海伦娜也短暂的与无限群英会共事过。
在1985年的迷你连载無限地球危機中，海伦娜因试图拯救几个孩子的生命而死。危机结束后，海伦娜·韦恩与整个地球2一同消亡了，她的历史也被抹去了。

#### 新52
2011年9月，重启后的DC进入了新52时代。在这个新的时间线上，女猎手与神力女孩在2012年的《世界最佳拍档》中出场。在这本刊物中，女猎手的真实身份是来自地球2的海伦娜·韦恩，神力女孩则是地球2的超人的表妹卡拉·佐-艾尔。不过现今的地球2并未出现迪克·格雷森，罗宾的头衔由海伦娜拥有。两人在与达克赛德的手下战斗时被传送到主宇宙中。海伦娜和卡拉最终回到地球2，并在地球2继承了蝙蝠侠的称号。

### 海伦娜·柏内利 Helena Bertinelli

海伦娜·柏内利作为女猎手出场在《女猎手》第1辑第1期封面中（1989年4月）由Joe Staton创作

在1985年的迷你连载无限地球危机后，海伦娜·韦恩与整个地球2一同消亡了，她的历史也被抹去了。DC漫画引入了一个全新版本的女猎手，她们拥有同样的名字，外貌并穿着类似的服装，但是有着完全不同的起源和设定。
漫画摩登时代的女猎手的真实身份是海伦娜·罗莎·柏内利（在《罗宾III，女猎手的呐喊》中也被称为海伦娜·珍妮丝·柏内利），她是一个高谭市黑手党老大的女儿，在亲眼见证她全家被杀后，她发誓要为家人报复。在《无主之地》故事中线她短暂担任过蝙蝠女孩，但并没有与蝙蝠侠共同行动。
蝙蝠侠认为她太难以预测并有些滥用暴力。蝙蝠家族的其他成员则对她态度则各有千秋。夜翼和她有过一段短暂的暧昧关系。她和蒂姆·德雷克在工作上也保持着良好的关系，在他的义警生涯早期他曾与女猎手合作，在一起谋杀案中为她洗清嫌疑。蝙蝠侠将女猎手吸纳为正义联盟的成员，在很长一段时间内，女猎人都是联盟中一个受人尊敬的成员。在超人及其他英雄的指导下，她逐步增长，但在蝙蝠侠阻止她杀死恶棍普罗米修斯后被迫辞职后。
柏内利成为女猎手后DC偶尔会在故事中表明她继承了海伦娜·韦恩的部分性格。在危机后的JLA-JSA的组队中，贝蒂内利被閃電俠 (傑伊·加里克)、希波吕忒和野貓的技巧和实力而折服，她谦卑地说，“我真想加入正義會社……”。此外，超能女孩也会寻找她来倾诉，即使两人从未真正互动过。
在2003的漫画《猛禽小队》中她成了猛禽小队的初始成员之一。虽然她仍然会被描绘成容易滥用暴力，她一直是一个重要的团队成员。

#### 新52
在新52中，故事中显示海伦娜·柏内利已经過世一段时间，而海伦娜·韦恩则盗用了她的身份。在后来的故事中迪克·格雷森发现，柏内利伪造了她的死亡，成为了间谍组织旋中谍（Spyral）的成员。格雷森连载结束后，柏内利离开了旋中谍并接替了女猎手的名号，从DC重生开始她又回到了重启前的状态加入了猛禽小队。

## 其他版本
在《52》的最后一期中一个全新的多元宇宙被揭露，最初由52个相同的现实组成。在展示出来的平行现实中有一个被称为“地球-2”的平行宇宙。这个宇宙中角色和团队的名称在故事中都未提及，但女猎手的外观与海伦娜·韦恩相似。傑夫·強斯证实这的确是地球2的蝙蝠侠的女儿女猎手。正如格兰特·莫里森的所说的那样，这个新的宇宙不是原始的/危机前的地球2，这个海伦娜·韦恩/女猎手是正义社会无限的成员。在这个世界上与迪克·格雷森/罗宾成了恋人。在神力女侠短暂地访问了这个世界以后，地球2的海伦娜·韦恩/女猎手没在故事中再出现。
2011年的大事件「闪点」的故事情节中，女猎手加入了亚马逊人的复仇女神小队。
在视频游戏《不义联盟：人间之神》的配套漫画中，女猎手加入了蝙蝠侠率領的反抗軍，最後她被神力女超人以真言套索勒死。

## 其他媒体

### 电视

#### 动画
- DC動畫宇宙：海伦娜·贝蒂内利的女猎手出现在动画片《無限正義聯盟》中，由艾美·艾克配音。

- 女猎手在动画片《蝙蝠侠：英勇无畏》中由塔拉·史壯配音[11]。

- 宝拉·布鲁克斯以女猎手的身份出现在《少年正义联盟》第一季中，由胡凯莉配音。希望女兒阿提米絲·克羅克不要跟自己走上一樣的道路拜託蝙蝠俠及綠箭俠帶領女兒。另外還有另一個女兒女兒是柴郡猫（英语：Cheshire (comics)）跟隨父親運動大師。

#### 真人
- 漫画以外女猎手的首次亮相是在1979年美国全国广播公司（NBC）的电视节目《超级英雄传说》特别集中，由女演员芭芭拉·喬伊斯扮演。女猎手和黑金丝雀是唯二两个出现在节目中的女英雄。

- 女猎手出现在电视剧《猛禽小隊》中，由艾希莉·史考特（英语：Ashley Scott）飾演。这个版本的女猎手名字是海伦娜·凯尔，这个角色主要是基于青铜时代海伦娜·韦恩的版本而创作的。

- 綠箭宇宙
  - CW电视台的电视剧《綠箭俠》中由女演员杰西卡· 德·古维出演海伦娜·柏内利的版本的女猎手。[12][13][14]这个版本的海伦娜·贝蒂内利的动机是因为她发现她身为黑帮首领的父亲派人谋杀了她的未婚夫，于是开始以女猎手的身份毁灭她父亲的犯罪帝国。

### 電影
- DC擴展宇宙
  - 《猛禽小隊》（2020）：由瑪麗·伊莉莎白·文斯蒂德飾演「女獵手」海倫娜·柏內利。

### 游戏
- 在2006年的电子游戏《正义联盟英雄》中女猎人是一个可解锁的角色。

- 在MMORPG《DC 宇宙 Online》中女猎人作为一个早期的BOSS。也是一个可获得的传奇角色。

- 在《乐高蝙蝠侠》和《乐高蝙蝠侠2：DC超级英雄》中女猎手都是一个可解锁的角色。

- 蝙蝠俠：阿卡漢
  - 在游戏《蝙蝠侠：阿卡漢城市》中維琪·維爾曾简短的提到过女猎手。在《蝙蝠侠：阿卡姆骑士》中，在钟塔的电脑屏幕上你可以看到神谕和女猎手之间的简短聊天（不过屏幕上的名字是“HNTRSS”）。

## 另見
- 蝙蝠侠配角名单